# 鈴木梅太郎
鈴木梅太郎（日语：／ Suzuki Umetarō，1874年4月7日—1943年9月20日），日本化学家、維生素專家。曾任東京帝國大學名譽教授，也是理化學研究所創始人之一。帝國學士院會員。文化勳章表彰。
鈴木梅太郎是成功提取硫胺的世界第一人，兩度名列「日本十大發明家」。但因諾貝爾委員會的評選疏失，未能獲得諾貝爾化學獎。

## 生平
静岡縣榛原郡堀野新田村出身。帝國大學農科大學（現·東京大學農學部）畢業。
歷任東京帝國大學教授、理化學研究所創始人之一。帝大退休後，轉任東京農業大學農業化學科教授。

## 貢獻
- 成功提取硫胺。
- 發明腳氣病治療法。
- 發明合成清酒「利久」。

## 紀念
鈴木家鄉靜岡縣的「鈴木梅太郎博士彰顯會」每年甄選縣內撰寫優秀理科論文的初中、高中學生，頒發「鈴木梅太郎獎」。靜岡縣立大學谷田校區設有鈴木的胸像與紀念碑。